# 美华书馆
美华书馆（英語：The American Presbyterian Mission Press），初名花华圣经书房，是一个美国基督教新教团体美北长老会传教机构——美北长老会差会在中国设立的一个出版、印刷机构。

## 历史
1844年，美北长老会来华传教后，首先在澳门暂时落脚，在此开设了花华圣经书房（The Chinese and American Holy Classic Book Establishment）。美华书馆的第一位负责人是谷立（Richard Cole）。书馆有2名印刷工人和1名排字工。1845年，花华圣经书房迁往浙江宁波。
1858年，美国长老会派遣早年曾经学习印刷的传教士姜别利（William Gamble）来华主持花华圣经书房，并易名为美华书馆。1860年（清咸丰十年）12月，美华书馆从宁波迁至上海小东门外。
1874年，美华书馆从小东门迁至北京路，但是对于具体地址尚有争议，一说是北京东路288号（靖远里），另一说为北京东路18号（江西路口）。
在姜别利主持下，到1895年，美华书馆取代了墨海书馆的地位，迅速发展成为当时上海规模最大的现代化印刷厂，拥有滚筒印刷机4台和平台印刷机1台、大型手动印刷机4台、汽轮机1台，活字排版，并承印广学会的书刊，成为基督教在中国的最主要出版印刷机构。书馆书馆从宁波迁到上海时有5台印刷机。
1902年，美华书馆迁往苏州河以北的北四川路（今四川北路）135号（横浜桥北）新址。（今四川北路1802弄内），再次扩建了一所印刷厂，设有排字、印刷、装订、浇铸和照相制版等车间，同时仍在北京路18号（旧门牌）设发行所。
1869年姜别利离华后，先后由韦利（J. Wherry）、马提尔、霍尔特（W. S. Holt）、法纳姆（J. M. W. Farnham）、费启鸿（G. F. Fitch，1845－1923）等负责。
姜别利对于中国印刷技术的发展有两项重要发明。第一是在1859年，他在宁波用电镀法创制了汉字字模，第二项发明是设计了元宝式排字架，相对于传统的手工雕刻字模，大大节省了工时，提高了印刷效率和质量，是中国印刷史上的一次革命。书馆制成七种不同大小的宋体铅字（即1～7号字：一号“显”字，二号“明”字，三号“中”字，四号“行”字，五号“解”字，六号“注”字，七号“珍”字），大量生产和销售，成为流行几十年的“美华字”，也奠定了中文铅字制度的基础。姜别利也被称为中国的古登堡。
美华书馆在北京路时期就设有内部教堂，堂名思娄堂，是纪念美北长老会第一个来华的传教士娄理华。20世纪初书馆北迁横浜桥后，1925年，思娄堂也北迁到虹口的窦乐安路（今多伦路）重建。并改名为鸿德堂，以纪念1923年去世的美华书馆负责人费启鸿（George. F. Fitch）。1928年10月新堂落成。
1915年，美华书馆和华美书馆合并。1927年-1928年，美华书馆宣告清理结束，设备器材盘给了商务印书馆。

## 意义和影响
美华书馆为中国出版业培养了早期的人才，如1897年2月成立的上海商务印书馆，其4名创立者——夏瑞芳、鲍咸恩、鲍咸昌和高凤池原本分别是美华书馆的英文排字工、刻字工、中文排字工和老工人，均在美华书馆工作多年，并且都是长老会信徒。在商务印书馆创办过程中，费启鸿也给与了帮助。

## 出版书物
美华书馆主要出版《圣经》和宗教书刊，及供教会学校用的教科书，如《英字指南》、《心算启蒙》、《五大洲图说》、《地理略说》；其中有几十种是关于自然科学方面的书籍，如《万国药方》、《格物质学》、《代形合参》、《八线备旨》等。另外，由詹姆斯·柯蒂斯·赫本（署名「美国平文先生」）在日本发行的第一本日英辞典《和英语林集成》是委托美华书馆印刷的。